# جمیل عثمان
جمیل عثمان (انگلیسی: Gamil Osman) بازیکن فوتبال اهل مصر است.
از باشگاه‌هایی که در آن بازی کرده‌است می‌توان به باشگاه ورزشی زمالک و باشگاه فوتبال السکه الحدید اشاره کرد.
وی همچنین در تیم ملی فوتبال مصر بازی کرده‌است.